# Tongjiadian
Tongjiadian (kinesiska: 佟家店, 佟家店乡) är en socken i Kina. Den ligger i provinsen Heilongjiang, i den nordöstra delen av landet, omkring 270 kilometer väster om provinshuvudstaden Harbin.
Genomsnittlig årsnederbörd är 605 millimeter. Den regnigaste månaden är juli, med i genomsnitt 204 mm nederbörd, och den torraste är januari, med 4 mm nederbörd.